# La Pernelle
La Pernelle és un municipi francès situat al departament de la Manche i a la regió de Normandia. L'any 2007 tenia 257 habitants.

## Demografia

### Població
El 2007 la població de fet de La Pernelle era de 257 persones. Hi havia 116 famílies de les quals 46 eren unipersonals (25 homes vivint sols i 21 dones vivint soles), 29 parelles sense fills, 33 parelles amb fills i 8 famílies monoparentals amb fills.
La població ha evolucionat segons el següent gràfic:
Habitants censats

### Habitatges
El 2007 hi havia 152 habitatges, 123 eren l'habitatge principal de la família, 18 eren segones residències i 11 estaven desocupats. 138 eren cases i 7 eren apartaments. Dels 123 habitatges principals, 97 estaven ocupats pels seus propietaris, 24 estaven llogats i ocupats pels llogaters i 2 estaven cedits a títol gratuït; 3 tenien una cambra, 5 en tenien dues, 26 en tenien tres, 38 en tenien quatre i 50 en tenien cinc o més. 37 habitatges disposaven pel capbaix d'una plaça de pàrquing. A 61 habitatges hi havia un automòbil i a 49 n'hi havia dos o més.

### Piràmide de població
La piràmide de població per edats i sexe el 2009 era:
| Homes | Edats   | Dones |
| ----- | ------- | ----- |
| 0     | 95 o +  | 0     |
| 0     | 90 a 94 | 0     |
| 0     | 85 a 89 | 4     |
| 0     | 80 a 84 | 0     |
| 16    | 75 a 79 | 4     |
| 16    | 70 a 74 | 12    |
| 0     | 65 a 69 | 12    |
| 0     | 60 a 64 | 4     |
| 4     | 55 a 59 | 4     |
| 8     | 50 a 54 | 8     |
| 16    | 45 a 49 | 8     |
| 20    | 40 a 44 | 12    |
| 0     | 35 a 39 | 8     |
| 8     | 30 a 34 | 8     |
| 28    | 25 a 29 | 4     |
| 8     | 20 a 24 | 12    |
| 16    | 15 a 19 | 16    |
| 12    | 10 a 14 | 8     |
| 16    | 5 a 9   | 4     |
| 12    | 0 a 4   | 8     |

## Economia
El 2007 la població en edat de treballar era de 171 persones, 131 eren actives i 40 eren inactives. De les 131 persones actives 122 estaven ocupades (74 homes i 48 dones) i 9 estaven aturades (5 homes i 4 dones). De les 40 persones inactives 23 estaven jubilades, 6 estaven estudiant i 11 estaven classificades com a «altres inactius».

### Ingressos
El 2009 a La Pernelle hi havia 109 unitats fiscals que integraven 258 persones, la mediana anual d'ingressos fiscals per persona era de 15.751,5 €.

### Activitats econòmiques
Dels 11 establiments que hi havia el 2007, 1 era d'una empresa extractiva, 2 d'empreses de construcció, 4 d'empreses de comerç i reparació d'automòbils, 2 d'empreses d'hostatgeria i restauració, 1 d'una empresa d'informació i comunicació i 1 d'una empresa immobiliària.
Dels 2 establiments de servei als particulars que hi havia el 2009, 1 era un taller de reparació d'automòbils i de material agrícola i 1 restaurant.
L'any 2000 a La Pernelle hi havia 13 explotacions agrícoles que ocupaven un total de 400 hectàrees.

## Poblacions més properes
El següent diagrama mostra les poblacions més properes.